# جوزيف جونز (سياسي)
جوزيف جونز (بالإنجليزية: Joseph Jones)‏ هو محامي وقاضي وسياسي أمريكي، ولد في 1727 في مقاطعة كينغ جورج في الولايات المتحدة، وتوفي في 28 أكتوبر 1805 في فريدريكسبيورغ في الولايات المتحدة.